# Pandemia de COVID-19 na Polinésia Francesa
Este artigo documenta os impactos da pandemia de coronavírus de 2020 na Polinésia Francesa e pode não incluir todas as principais respostas e medidas contemporâneas.

## Linha do tempo
Em 11 de março, o primeiro caso na Polinésia Francesa foi confirmado. A primeira vítima foi Marina Sage, membro da Assembleia Nacional da França. Em 13 de março, o número casos confirmados subiu para 3.
O outro novo caso de coronavírus no país se diz respeito a um turista suíço que adoeceu no atol de Fakarava, no Arquipélago de Tuamotu. Segundo a emissora local Tahiti Nui TV, o turista também foi à Polinésia Francesa. De volta ao Taiti, os exames comprovaram sua infecção. Enquanto isso, a Polinésia Francesa divulgou uma declaração dizendo que os navios com destino ao país devem ser encaminhados para o próximo porto de sua escolha.